# Tolv plus en
Tolv plus en (franska: 12 + 1) är en fransk-italiensk komedifilm från 1969 i regi av Nicolas Gessner och Luciano Lucignani.
Filmen är baserad på Ilf och Petrovs roman Tolv stolar. Den fick premiär två månader efter att Sharon Tate och fyra av hennes vänner mördats av Mansonfamiljen.

## Handling
En italiensk-amerikan får veta att han har ett arv att hämta i England. Besvikelsen blir stor när arvet visar sig vara en massa möbler. Han säljer sakerna och får för sent veta att en förmögenhet finns gömd i en stol, som han nu måste försöka köpa tillbaka.

## Rollista i urval
- Vittorio Gassman - Mario Beretti
- Sharon Tate - Pat
- Orson Welles - Maurice Markau
- Tim Brooke-Taylor - Jackie
- Terry-Thomas - Albert
- Mylène Demongeot - Judy
- Vittorio De Sica - Di Seta – Il Commendatore
- Ottavia Piccolo - Stefanella Di Seta
- John Steiner - Stanley Duncan
- Lionel Jeffries - Randomhouse